# 1565 год
1565 (ты́сяча пятьсо́т шестьдеся́т пя́тый) год  по юлианскому календарю — невисокосный год, начинающийся в понедельник. Это 1565 год нашей эры, 5‑й год 7‑го десятилетия XVI века 2‑го тысячелетия, 6‑й год 1560‑х годов. Он закончился 460 лет назад.
| Пн | Вт | Ср | Чт | Пт | Сб | Вс |
| 1  | 2  | 3  | 4  | 5  | 6  | 7  |
| 8  | 9  | 10 | 11 | 12 | 13 | 14 |
| 15 | 16 | 17 | 18 | 19 | 20 | 21 |
| 22 | 23 | 24 | 25 | 26 | 27 | 28 |
| 29 | 30 | 31 |    |    |    |    |

| Пн | Вт | Ср | Чт | Пт | Сб | Вс |
|    |    |    | 1  | 2  | 3  | 4  |
| 5  | 6  | 7  | 8  | 9  | 10 | 11 |
| 12 | 13 | 14 | 15 | 16 | 17 | 18 |
| 19 | 20 | 21 | 22 | 23 | 24 | 25 |
| 26 | 27 | 28 |    |    |    |    |

| Пн | Вт | Ср | Чт | Пт | Сб | Вс |
|    |    |    | 1  | 2  | 3  | 4  |
| 5  | 6  | 7  | 8  | 9  | 10 | 11 |
| 12 | 13 | 14 | 15 | 16 | 17 | 18 |
| 19 | 20 | 21 | 22 | 23 | 24 | 25 |
| 26 | 27 | 28 | 29 | 30 | 31 |    |

| Пн | Вт | Ср | Чт | Пт | Сб | Вс |
|    |    |    |    |    |    | 1  |
| 2  | 3  | 4  | 5  | 6  | 7  | 8  |
| 9  | 10 | 11 | 12 | 13 | 14 | 15 |
| 16 | 17 | 18 | 19 | 20 | 21 | 22 |
| 23 | 24 | 25 | 26 | 27 | 28 | 29 |
| 30 |    |    |    |    |    |    |

| Пн | Вт | Ср | Чт | Пт | Сб | Вс |
|    | 1  | 2  | 3  | 4  | 5  | 6  |
| 7  | 8  | 9  | 10 | 11 | 12 | 13 |
| 14 | 15 | 16 | 17 | 18 | 19 | 20 |
| 21 | 22 | 23 | 24 | 25 | 26 | 27 |
| 28 | 29 | 30 | 31 |    |    |    |

| Пн | Вт | Ср | Чт | Пт | Сб | Вс |
|    |    |    |    | 1  | 2  | 3  |
| 4  | 5  | 6  | 7  | 8  | 9  | 10 |
| 11 | 12 | 13 | 14 | 15 | 16 | 17 |
| 18 | 19 | 20 | 21 | 22 | 23 | 24 |
| 25 | 26 | 27 | 28 | 29 | 30 |    |

| Пн | Вт | Ср | Чт | Пт | Сб | Вс |
|    |    |    |    |    |    | 1  |
| 2  | 3  | 4  | 5  | 6  | 7  | 8  |
| 9  | 10 | 11 | 12 | 13 | 14 | 15 |
| 16 | 17 | 18 | 19 | 20 | 21 | 22 |
| 23 | 24 | 25 | 26 | 27 | 28 | 29 |
| 30 | 31 |    |    |    |    |    |

| Пн | Вт | Ср | Чт | Пт | Сб | Вс |
|    |    | 1  | 2  | 3  | 4  | 5  |
| 6  | 7  | 8  | 9  | 10 | 11 | 12 |
| 13 | 14 | 15 | 16 | 17 | 18 | 19 |
| 20 | 21 | 22 | 23 | 24 | 25 | 26 |
| 27 | 28 | 29 | 30 | 31 |    |    |

| Пн | Вт | Ср | Чт | Пт | Сб | Вс |
|    |    |    |    |    | 1  | 2  |
| 3  | 4  | 5  | 6  | 7  | 8  | 9  |
| 10 | 11 | 12 | 13 | 14 | 15 | 16 |
| 17 | 18 | 19 | 20 | 21 | 22 | 23 |
| 24 | 25 | 26 | 27 | 28 | 29 | 30 |

| Пн | Вт | Ср | Чт | Пт | Сб | Вс |
| 1  | 2  | 3  | 4  | 5  | 6  | 7  |
| 8  | 9  | 10 | 11 | 12 | 13 | 14 |
| 15 | 16 | 17 | 18 | 19 | 20 | 21 |
| 22 | 23 | 24 | 25 | 26 | 27 | 28 |
| 29 | 30 | 31 |    |    |    |    |

| Пн | Вт | Ср | Чт | Пт | Сб | Вс |
|    |    |    | 1  | 2  | 3  | 4  |
| 5  | 6  | 7  | 8  | 9  | 10 | 11 |
| 12 | 13 | 14 | 15 | 16 | 17 | 18 |
| 19 | 20 | 21 | 22 | 23 | 24 | 25 |
| 26 | 27 | 28 | 29 | 30 |    |    |

| Пн | Вт | Ср | Чт | Пт | Сб | Вс |
|    |    |    |    |    | 1  | 2  |
| 3  | 4  | 5  | 6  | 7  | 8  | 9  |
| 10 | 11 | 12 | 13 | 14 | 15 | 16 |
| 17 | 18 | 19 | 20 | 21 | 22 | 23 |
| 24 | 25 | 26 | 27 | 28 | 29 | 30 |
| 31 |    |    |    |    |    |    |

## События

### Европа
- 1493—1593 — Столетняя хорватско-османская война. Серия вооружённых конфликтов между Королевством Хорватия и Османской империей[1].
- 1507—1622 — Португало-персидская война. Ряд вооружённых конфликтов между колониалистской Португалией и вассальным Ормузом, с одной стороны, и Сефевидской империей, поддерживаемой англичанами, с другой[2].
- 1511—1641 — Малайско-португальская война. Вооружённый конфликт XVI-XVII веков, в котором Малаккский султанат при поддержке империи Мин, Голландской Ост-Индской компании (с 1607) и Джохора безуспешно сопротивлялся Португальской империи, стремившейся захватить Малакку и установить контроль над торговлей между Индией и Китае[3].
- 1558—1566 — Португало-турецкая война[4].
- 1563—1570 — Датско—шведская война[5].
  - 7 июля — сражение у Борнхольма[6]. Главное морское сражение между шведским и датским флотами у острова Борнхольм закончилось вничью[7].
  - 20 октября — сражение при Аксторне. Датская армия разбила Шведскую[8].
- 1565—1566 — Сигизмунд II Август проводит административную и судебную реформы[9].
- Ноябрь — дворянская оппозиция в Нидерландах оформилась в союз «Соглашения», или «Компромисса».
- 30 декабря —в Великом княжестве Литовском издан закон, устанавливающий институт поветовых передсеймовых соймиков (сеймиков) и принцип представительства шляхты в Посольском коле (нижней палате) вального сойма (сейма).
- Турция снарядила против Мальты эскадру с 35-тысячным войском. Де ла Валетт возглавил оборону и отразил нападение противника. В честь магистра столицу Мальты назвали Валлетта.
- Во Львове сгорел Низовой замок[10].

### Африка
- Король Конго терпит поражение от племён Яга. Ангола отпадает от Конго и становится независимым государством.

### Азия
- 1560—1570 — Монгольское завоевание Малвы[11].
- 1565—1571 — завоевание Филиппинских островов испанцами.
- 23 января — поражение армии Виджаянагара в битве при Таликоте (Ракшас-Тагди) с коалицией Биджапура, Ахмаднагара, Бидара и Голконды. Войска союзников взяли столицу, разграбили и разрушили её. Отпадение от Виджаянагара вассальных княжеств. Виджаянагар превратился в небольшое княжество с главным городом Пенукондой[источник не указан 1013 дней].
- 13 февраля — испанский Конкистадор Мигель Лопес де Легаспи со своими войсками высаживается на берегах островов Себу на Филиппинах.

### Америка
- во Флориде испанцами основан город Сент-Огастин.
- 1 марта – основание Эштасиу ди Са города Рио-де-Жанейро под названием São Sebastião do Rio de Janeiro[12].

## Русское государство
Царствование: 1533—1584 — Иван IV Васильевич Грозный
- 1561—1570 — Русско-литовская война. Один из эпизодов Ливонской войны по А.И. Филюшкину[7].
- 1558—1583 — Ливонская война[7].
- 1565—1572 — Опричнина[13]:
  - 3 января — Иван Грозный, который удалился в Александровскую Слободу 03 декабря 1564 года, направляет митрополиту Афанасию послание с изложением боярских измен, казнокрадства и объявил об своём отречении от престола[14].
  - 3 января — в ответ, митрополит Афанасий посылает царю новгородского архиепископа Пимена и архимандрита Чудова монастыря — Левкия, кроме того в Александрову слободу направляется делегация от епископов, а также: бояр, окольничих и приказных людей во главе с боярами Иваном Дмитриевичем Бельским и Иваном Фёдоровичем Мстиславским. Посланные униженно просят царя вернуться и править "как ему государю годно"[14].
  - Январь — Иван Грозный объявляет о намерении устроить "опричнину", разделив страну на две части: земщину — управляется боярами, и собственный удел царя (опричнина). При этом тысячи людей изгоняются из своих имений, попавших в опричнину, туда в своё время заселяются царские служители — опричники[14].
  - Январь — царь лишает церковь и её иерархов традиционного права "печалования" (заступничество) за попавших в опалу и приговоренных к смерти[14].
  - Зима — опричники образовывают военный корпус, первоначально около 600 человек под руководством: боярина Алексея Даниловича Басманова, окольничего Захария Ивановича Очина, кравчего Фёдора Алексеевича Басманова, Афанасия Ивановича Вяземского, думных дворян — Петра Васильевича Зайцева, Григория Лукьяновича (Малюта) Скуратова и Василия Григорьевича Грязного[14].
  - 2 февраля (по другим данным 15) — Иван Грозный возвращается в Москву и издаёт особый царский указ о создании Опричнины (этим временем датируется её введение)[14].
  - Мстиславский Иван Фёдорович, по приказу царя, возглавляет земщину. В этом же году сгорает его двор в Москве[15].
  - Включены в опричнину (1565-1572): Можайск[16], Шуя[17], Малоярославец[18], Медынь[19], Старая Руса[20], Вологда и Вологодский уезд[21], Тотьма[22], Чекалин (в эти года возведены деревянные укрепления)[23], Каргополь[24], Сольвычегодск[25], Шенкурск[26].
  - Включены в земщину: Мосальск (1565-1672)[27].
- 4 февраля — за измену и поддержку Владимира Старицкого казнены: Горбатый-Шуйский Александр Борисович (тесть Мстиславского И.Ф.), его сын Шуйский Пётр Александрович (брат жены Мстиславского И.Ф.) и Головин Пётр Петрович (дед жены Мстиславского И.Ф.)[14][15].
- Февраль — подвергаются опале и отправлены в ссылку на новые земли: Казань, Свияжск, Чебоксары князья —Оболенские, Ростовские, Стародубские и Ярославские[14].
- 8 марта — Афанасий, митрополит Московский и всея Руси, ставит выходца из Иосифова Волоколамского монастыря Германа на Крутицкую кафедру[28].
  - 18 марта — Афанасий ставит настоятеля Ярославского в честь Преображения Господня мужского монастыря Иосифа на Коломенскую кафедру[28].
- Март — сбежавший А.М. Курбский во главе конного отряда из 200 воинов  в составе 15-тысячной литовской армии опустошал великолецкие земли[29].
- 7 августа — первопечатник Иван Фёдоров и его помощник Пётр Мстиславец приступили к изданию второй русской печатной книги — «Часовника».
- 21 сентября — Иван Грозный вместе с семьёю отправляется в богомольный поход в Троице-Сергиев монастырь[30].
- Осень — Иван Грозный посылает войско в Тулу и на берег Оки, для охранения от прихода крымцев[14].
- Конец сентября—начало октября — набег войск Крымского ханства на Русское государство, которое не принесло им успеха, ввиду своевременного сосредоточения русских военных сил на рубеже реки Ока[31].
- Включены в состав земщины: Муром[32].
- Пожалованы окольничеством: Колычев-Умный Василий Иванович, Лыков Михаил Матвеевич, Тучков Михаил Михайлович, Чулков Иван Иванович[33].
- Пожалован боярством: Данилов Василий Дмитриевич[33].
- 1565—1566 — в русских поселениях на Кольском полуострове (Кола, Печенгский монастырь) появились антверпенские купцы.

### Города и поселения
- 6 апреля — впервые в указной грамоте из приказа Казанского дворца упоминается дворцовое село Павлово[34].
- Первое упоминание в архивных источниках села Подгорный Тимяш, ныне Янтиково.

### Руководители приказов
| Года      | Приказ          | Ф,И,О главы                     | Примечания |
| --------- | --------------- | ------------------------------- | ---------- |
| 1565-1572 | Большого дворца | Захарьин-Юрьев Никита Романович |            |
|           |                 |                                 |            |
|           |                 |                                 |            |

## Начало правления
См. также: Список глав государств в 1565 году

## Наука и искусство
- Появления картофеля в Испании, как ботанической диковины.

## Родились

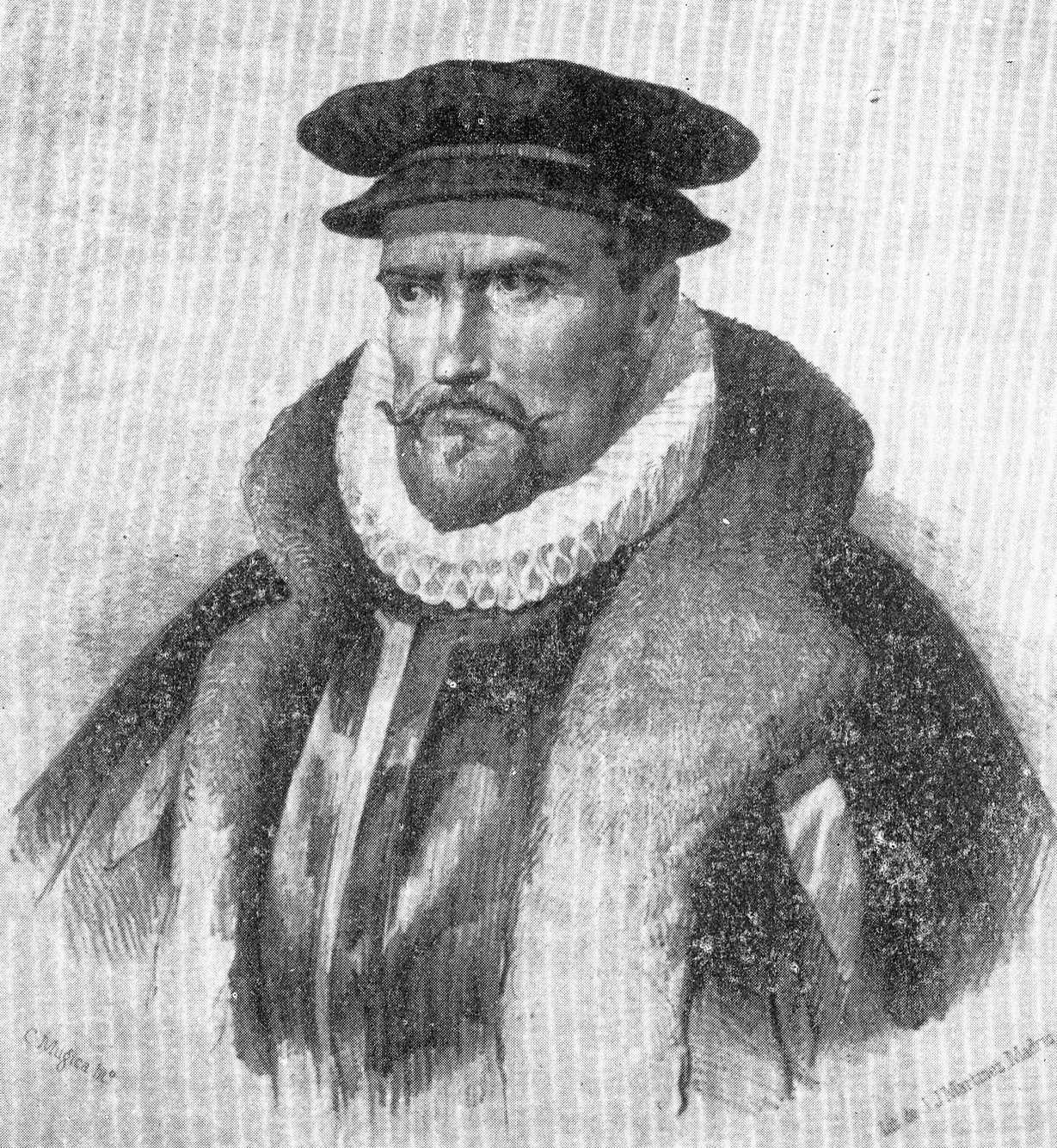
Изображение Педро Фернандеса Кироса

См. также: Категория:Родившиеся в 1565 году
- Кирос, Педро Фернандес — испанский мореплаватель португальского происхождения.
- Мики, Павел — святой Римско-Католической Церкви, мученик, канонизированный вместе с другими японскими мучениками, погибшими за свою веру при японском политическом деятеле Тоётоми Хидэёси.
- Роберт Деверё, 2-й граф Эссекс — самый известный из графов Эссекс, военачальник и фаворит английской королевы Елизаветы I. Впал в немилость после неудачных боевых действий во время войны в Ирландии в 1599 году, предпринял попытку государственного переворота, обвинён в измене и казнён.
- Таубман, Фридрих, немецкий учёный, филолог, гуманист и новолатинский поэт.
- Хаутман, Корнелис де — голландский мореплаватель и первооткрыватель, проложивший новый морской путь из Европы к островам нынешней Индонезии и наладивший ввоз пряностей из Юго-Восточной Азии в Нидерланды, руководитель 1-й голландской торговой экспедиции в Индонезию (1595—1597).

## Скончались

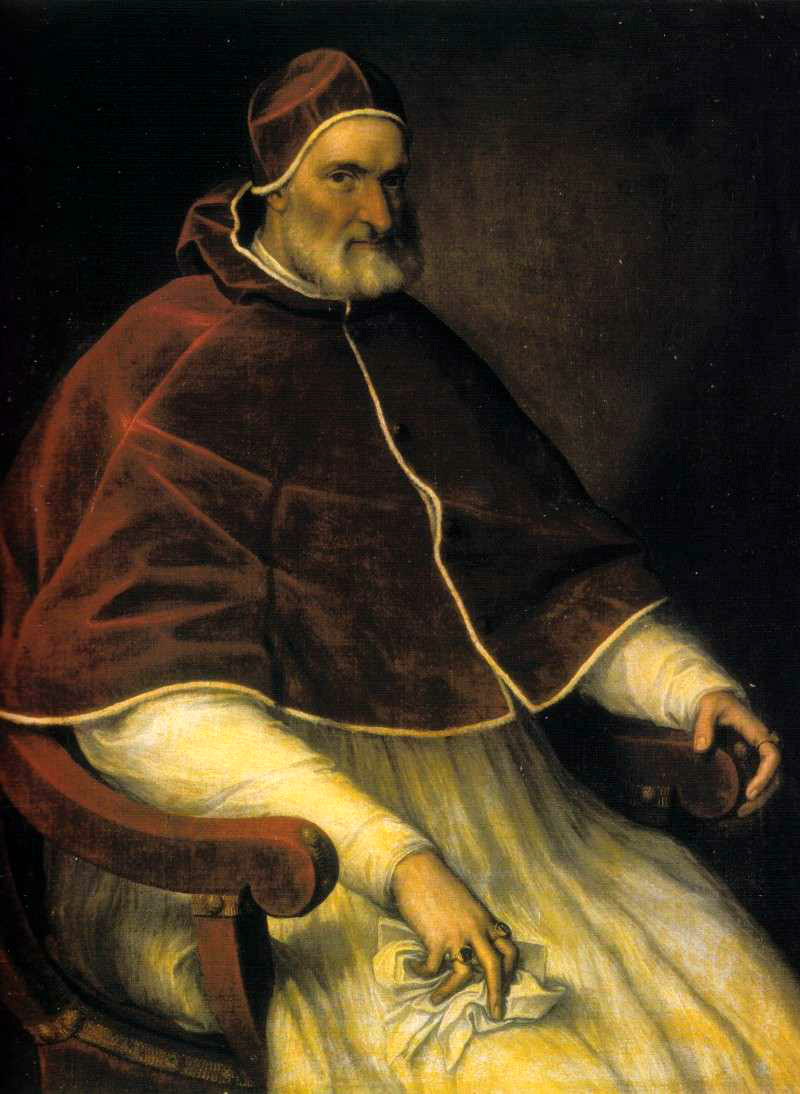
Изображение папы римского Пия IV

См. также: Категория:Умершие в 1565 году
- Амсдорф, Николаус — ближайший друг и сотрудник Мартина Лютера.
- Асикага Ёситэру — 13-й сёгун (сэйи-тайсёгун) Японии из рода Асикага.
- Геснер, Конрад — швейцарский учёный-энциклопедист, одним из первых попытавшийся систематизировать накопленные человечеством сведения о животных и растениях.
- Лаинес, Диего — один из основателей ордена иезуитов, составитель его статута и объяснений (declarationes) к статуту.
- Пий IV — папа римский с 25 декабря 1559 по 9 декабря 1565.
- Чиприано де Роре — итальянский композитор фламандского происхождения.
- Тургут-реис — знаменитый мусульманский корсар (приватир) и адмирал Османской империи. На службе султана Сулеймана I занимал посты губернатора Джербы, главнокомандующего Османскими военно-морскими силами, бейлербея Алжира и Средиземного моря, санджакбея и паши Триполи.
- Фарель, Гийом — французский и швейцарский реформатор.
- Феррари, Лодовико — итальянский математик, нашедший общее решение уравнения четвёртой степени.